# Tarczownica tarczowata

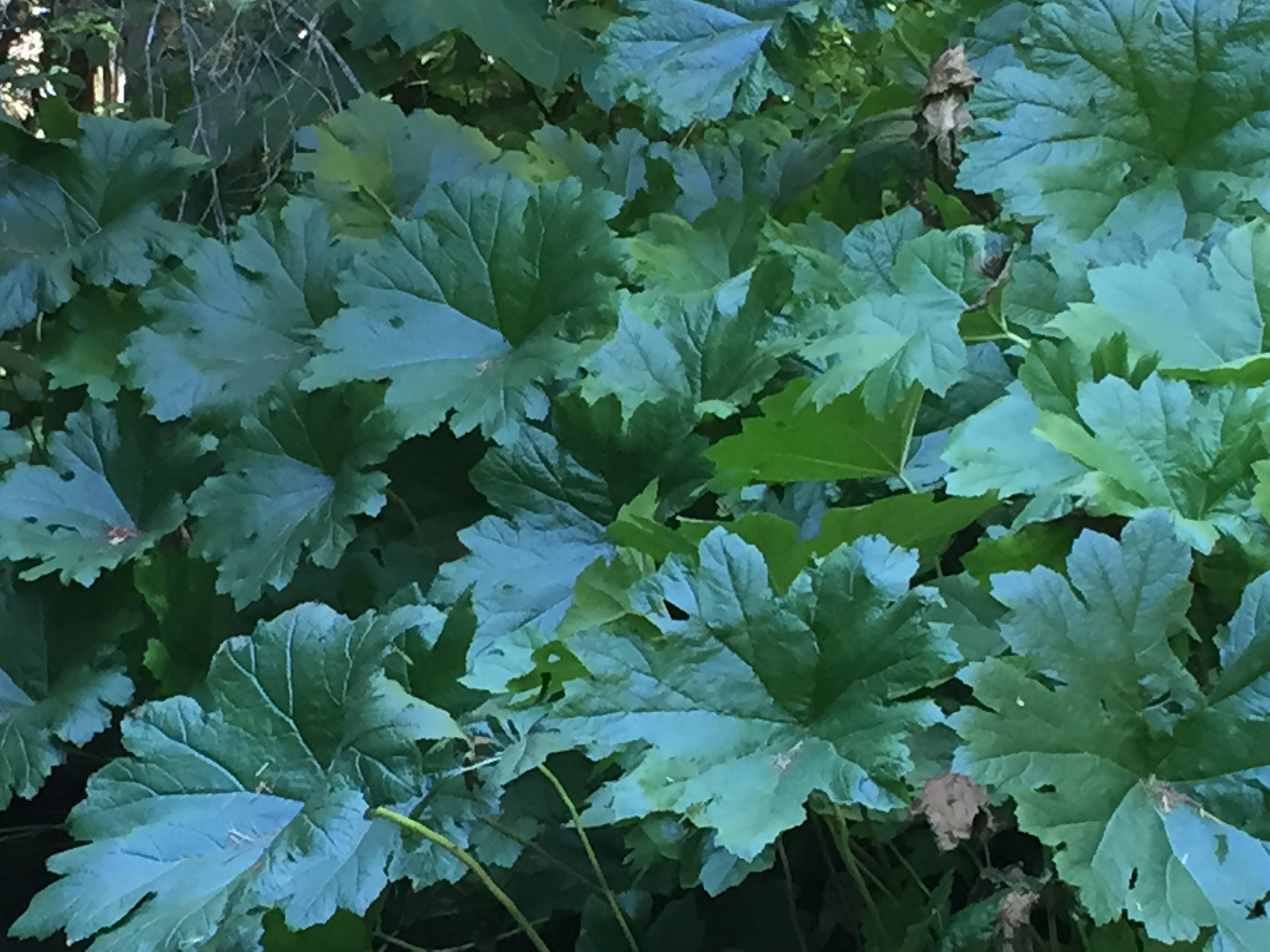
Liście

Tarczownica tarczowata (Darmera peltata (Torr. ex Benth.) Voss) – gatunek rośliny z monotypowego rodzaju tarczownica (Darmera A. Voss, Gärtn. Zentrabl. 1: 645. Nov 1899) z rodziny skalnicowatych. Występuje w zachodniej części Ameryki Północnej na obszarze od Kolumbii Brytyjskiej po północną Kalifornię. Roślina jest często uprawiana jako ozdobna, zwłaszcza w dużych ogrodach, gdzie w odpowiednich dla siebie warunkach rozrasta się, nierzadko pokrywając duże powierzchnie (może być uprawiana jako roślina okrywowa).

## Morfologia
PokrójOkazała bylina osiągająca 1,5 m wysokości, rozrastająca się za pomocą długich, grubych i spłaszczonych kłączy, barwy czerwonobrązowej i ciemnobrązowej. Wierzchołek kłącza otulony jest szerokimi pochwami liściowymi.
LiścieDługoogonkowe, tarczowate, o średnicy osiągającej do 40 cm, na brzegu z 7–15 płytkimi klapami, ostro ząbkowanymi i wcinanymi.
KwiatyZebrane w gęste i okazałe baldachogrona wyrastające na wysokich i bezlistnych pędach kwiatostanowych przed rozwojem liści. Pędy te pokryte są długimi włoskami, między którymi znajdują się też krótsze włoski gruczołowe. Poszczególne kwiaty mają średnicę od 9 do 14 mm. Pięć działek kielicha o długości do 3,5 mm połączonych jest u nasady. Płatki, których jest także pięć są wolne i białe lub bladoróżowe. Osiągają do 7 mm długości i mają kształt eliptyczny do odwrotnie jajowatego. Pręcików jest 10. Zalążnia częściowo dolna, powstaje z dwóch owocolistków, każdy z osobną szyjką słupka.
OwoceTorebka koloru purpurowego, o długości do 10 mm. Zawiera bardzo liczne i drobne nasiona.

## Systematyka
Pozycja rodzaju według APweb (aktualizowany system APG IV z 2016)
Rodzaj z rodziny skalnicowatych (Saxifragaceae) z rzędu skalnicowców (Saxifragales) należącego do dwuliściennych właściwych. Jest blisko spokrewniona z rodzajem skalnica (Saxifraga).

## Uprawa
Roślina może być uprawiana w 5 strefie mrozoodporności. Najlepiej rośnie w miejscach wilgotnych i zacienionych, np. nad zbiornikami i strumieniami. Wymaga gleby żyznej i próchnicznej.